# Sistema
Pour les articles homonymes, voir Sistema (homonymie).
Sistema (mot russe signifiant littéralement « système ») est un conglomérat russe contrôlé par l'oligarque Vladimir Ievtouchenkov. Sa filiale MTS est le plus important opérateur mobile de Russie et l'un des 20 principaux opérateurs mobiles au monde[réf. nécessaire]. En 2021, le chiffre d'affaires de la société s'élevait à 244 millions d'euros.